# André Clot
André Clot (1909. – 2002.) je francuski povjesničar i esejist.
Clot je mnogo godina svog života proveo u Turskoj i zemljama Srednjeg istoka te je bio stručnjak za islam. Objavio je knjige o povijesti i kulturi muslimanskih država.

## Objavljena djela
- L’Espagne musulmane. VIIIe–XVe siècle. Perrin, Paris 1999, ISBN 2-262-01425-6.
- L'Egypte des Mamelouks : L'empire des esclaves 1250-1517, 1999, ISBN 2-262-01030-7.
- Les Grands Moghols, 1993. Plon, 1993, ISBN 2-259-02698-2.
- Mehmed II, le conquérant de Byzance (1432-1481), 1990, Perrin,1990, ISBN 2-262-00719-5.
- Haroun al-Rachid et le temps des "Mille et une nuits". Fayard, Paris 1986, ISBN 2-213-01810-3.
- Soliman Le Magnifique, Fayard, Paris, 1983, 469 p. ISBN 2-213-01260-5 nevaljani ISBN.